# فيليو كايافا
فيليو كايافا (Viljo Kajava؛ تامبيري، 22 سبتمبر 1909 - هلسنكي، 2 فبراير 1998) شاعر وكاتب فنلندي.
أصدر أول مجموعاته الشعرية في عام 1935. ثم أصدر مجموعة باللغة السويدية تضم قصصاً وشعراً.
مارس الصحافة، و نشر خلال مسيرة عطائه على مدى 50 عاماً ما يقرب من 40 كتاباً ، معظمها دواوين شعرية. أصبحت «أشعار تامبيري» (Tampereen Runot) لكايافا رمزاً لوجهة النظر السلمية بالحرب الأهلية الفنلندية.

## قصيدة من أعماله
أنا قيثارة:
 أنا قيثارة
 صـُنعت من خشب أحمر دافئ
 أنا الجدار
 الذي تحطمت عليه القيثارة
 أناالإنسان
 الذي حطم القيثارة
...
 أناالحادث
 الذي انطفأ فيه لهب هذه القيثارة الحمراء
 أنا شكل
 يعلو هذا الحادث الذي ولد بغتة
 أنا الصمت
 الذي أعقب الحادث
 وأغمي عليّ فيه 
1. ↑  شعراء فنلنديون: ترجمة سعد صائب، دار الثقافة (دمشق)

## روابط خارجية
- فيليو كايافا على موقع ميوزك برينز (الإنجليزية)
- فيليو كايافا على موقع ديسكوغز (الإنجليزية)